# Taqi ad-Din

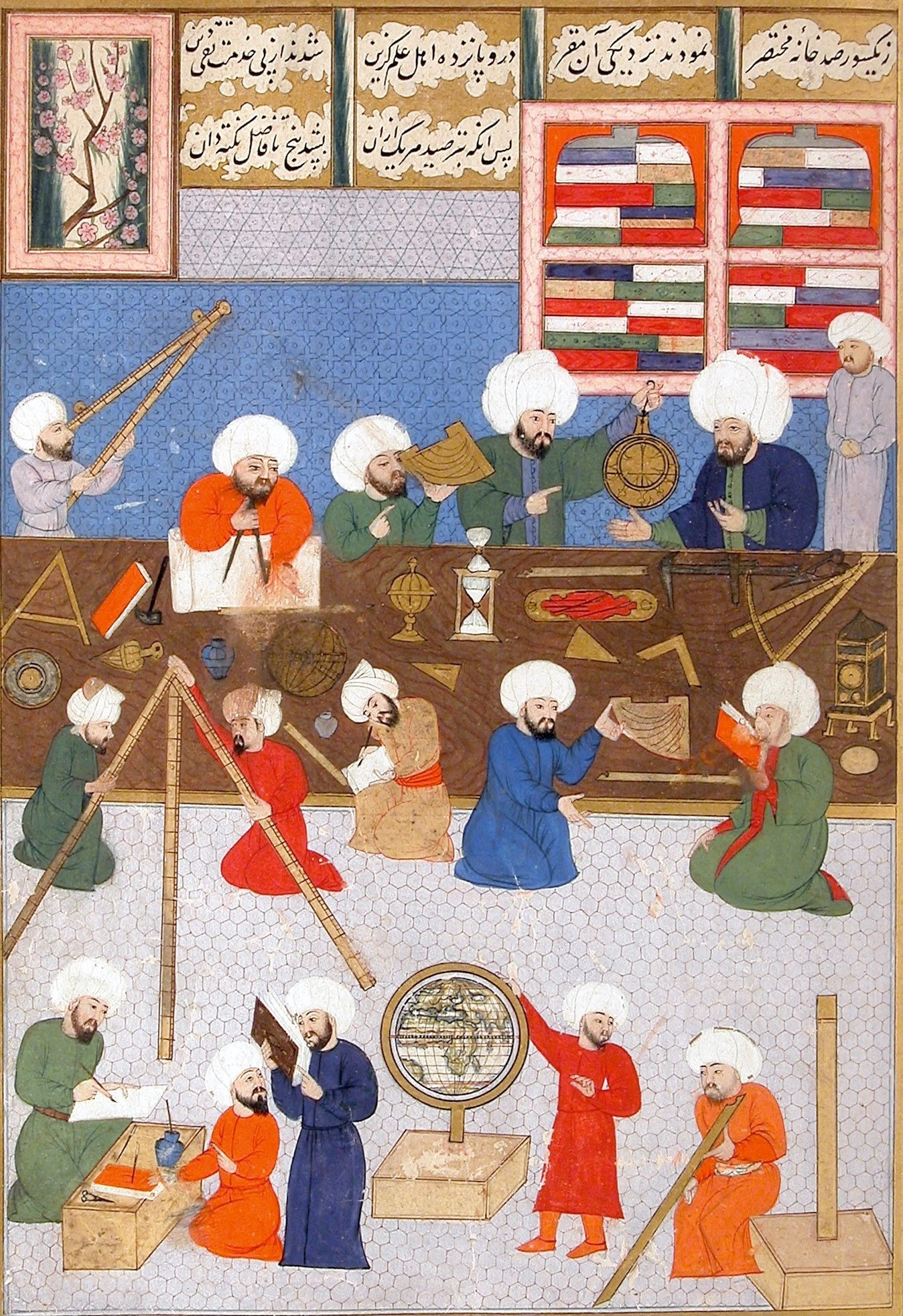
Astronomen arbeiten im Observatorium von Murad III.
(Taqi ad-Din ist vermutlich einer der zwei Männer rechts hinter dem Tresen, die das Astrolabium betrachten.)

Taqī ad-Dīn (vollständiger Name Taqī ad-Dīn Abū Bakr Muhammad ibn Qādhī Ma'rūf ibn Ahmad asch-Schāmī al-'Asadī ar-Rāsid, arabisch تقي الدين محمد بن معروف الشامي الأسدي, DMG Taqīyu d-Dīn Muḥammad b. Maʿrūf aš-Šāmī as-Saʿdī, türkisch Takîyüddîn; * 1526 in Damaskus; † 1585 in Istanbul) war ein osmanischer Universalgelehrter. Er betätigte sich als Astronom und Astrologe, Ingenieur, Erfinder und Uhrmacher, Physiker und Mathematiker, Biologe, Pharmazeut und Mediziner. Er wirkte auch als Hochschullehrer, islamischer Richter, Philosoph und Theologe. Von osmanischen Zeitgenossen wurde er übereinstimmend als der „größte Wissenschaftler der Welt“ bezeichnet.
Er schrieb mehr als 90 Bücher zu verschiedensten Themen, von denen jedoch nur 24 überliefert sind. Zu seinen bedeutendsten Erfindungen und Entdeckungen zählen eine Dampfturbine, eine komplexe Kolbenpumpe, verschiedene mechanische Uhren, ein Teleskop und verschiedene astronomische Instrumente. Für den osmanischen Sultan Murad III. baute er in Istanbul eines der größten Observatorien der damaligen Welt.

## Leben
Taqi ad-Din wurde 1526 in Damaskus geboren. Seine wissenschaftliche Ausbildung erhielt er in Damaskus in Syrien und Kairo in Ägypten. Beide Orte gehörten damals zum Osmanischen Reich. Für einige Zeit arbeitete er in Damaskus, Kairo und Nablus als Richter (Qādī), Theologe (Ilm al-Kalam), Astronom und Zeitbestimmer (Mawaqit) an einer Moschee und Hochschullehrer an einer Madrasa. Parallel schrieb er seine ersten Bücher.
Im Jahr 1571 wechselte er ins Zentrum des Osmanischen Reiches nach Istanbul, um Hofastronom und Zeichendeuter (Müneccimbaşı) des Sultans Selim II. zu werden. Nach dessen Tod 1574 überzeugte Taqi ad-Din den Nachfolger Murad III., eine Sternwarte bauen zu lassen, mit dem Argument, dass damit präzise astrologische Vorhersagen möglich würden. Das Observatorium wurde 1577 fertiggestellt und sollte das berühmte Observatorium von Ulug Beg übertreffen. Mit Hilfe des Observatoriums verbesserte Taqi ad-Din die Genauigkeit von astronomischen Tabellenwerken (Zīdsch) zum Gang von Sonne, Mond, Planeten und Sternen, insbesondere Ulug Begs Zīdsch-i Sultānī.
Als das Observatorium erst einige Monate in Betrieb war, beobachtete Taqi ad-Din den Großen Kometen von 1577, interpretierte ihn als Omen und sagte daraufhin einen militärischen Sieg für das Osmanische Reich voraus. Diese Weissagung stellte sich als falsch heraus, woraufhin der verärgerte Sultan Murad III. das Observatorium als sinnlos ansah, die Finanzierung stoppte und das Observatorium 1580 abreißen ließ.

## Werke

### Dampfturbine
Fast 80 Jahre vor dem in der westlichen Welt als Dampfturbinenerfinder weit bekannteren Giovanni Branca beschrieb Taqi ad-Din 1551 in seinem Werk Al-Turuq al-samiyya fi al-alat al-ruhaniyya (Die hohen Methoden der spirituellen Maschinen) eine einfache Impuls-Dampfturbine als Antrieb für einen Grilldrehspieß. Als Dampfquelle diente ein geschlossener, mit Wasser gefüllter Kupferkessel, der oben in einer Düse endete. Der Kessel wurde über einem Feuer zum Kochen gebracht, der Dampf blies als Strahl aus der Düse auf ein Flügelrad (ähnlich einer Pelton-Turbine), das wiederum den Grillspieß antrieb. Damit hatte der Apparat im Gegensatz zum seit dem 1. Jahrhundert bekannten Heronsball auch praktischen Nutzwert.
Ein Nachbau der Apparatur ist im Museum des Institutes für Geschichte der Arabisch-Islamischen Wissenschaften an der Goethe-Universität in Frankfurt zu sehen.

### Kolbenpumpe
Ebenfalls im o. g. Werk beschrieb Taqi ad-Din mehrere Pumpen, darunter eine komplexe Kolbenpumpe mit 6 Zylindern, Gegengewichten und Rückschlagventilen, die über eine zentrale Nockenwelle gesteuert und angetrieben wurden. Die Pumpe war mit Wasserkraft angetrieben und diente als Schöpfwerk.

### Uhren
Als Werkzeuge für seine Arbeit als Astronom und Muvakkit, zuständig für die Ermittlung der präzisen, vorgeschriebenen Zeiten (waqt) für das Gebet (Salat), entwickelte Taqi ad-Din verschiedene astronomische Uhren, Wecker und Taschenuhren: Die Uhren waren durch Federwerke angetrieben und zeigten auf drei Zifferblättern die Zeit minutengenau. Später fasste er die drei Zifferblätter zu einem zusammen und verbesserte die Genauigkeit bis in den Sekundenbereich (Intervalle von 1/5 Minute = 12 Sekunden) – eine bis dahin kaum gekannte Ganggenauigkeit. Auch baute er eine Uhr mit einem einfachen Schlagwerk und – kurz nach Peter Henlein – eine Uhr, die so klein war, dass sie am Körper getragen werden konnte.

### Optik
Taqi ad-Din führte eine Reihe von Untersuchungen zum menschlichen Auge und zur Natur des Lichtes durch und veröffentlichte hierüber drei Bücher. Er erkannte, dass sich die Farbe des Lichtes durch Überlagerung und Brechung von Licht ergibt. Er untersuchte die Spiegelung (Reflexion) von Licht an Platten aus poliertem Kupfer und die Brechung mit Linsen aus geschliffenem Kristall. Hieraus entwickelte er ein einfaches Fernrohr.

### Astronomie
Neben den astronomischen Uhren entwickelte und verbesserte Taqi ad-Din eine ganze Reihe von astronomischen Instrumenten, wie z. B. riesige Armillarsphären, Astrolabien, Lineale, Quadranten und Sextanten (siehe Bild). Auch verfügte er über einen bemerkenswert genauen Globus der damals bekannten Welt.
Diese Instrumente kamen im oben im Abschnitt Lebenslauf erwähnten, von Taqi ad-Din konstruierten Observatorium zum Einsatz und dienten ihm zur zeitlichen und räumlichen Vermessung der Positionen und Bahnen der Himmelsobjekte. Auf diese Weise erarbeitete Taqi ad-Din astronomische und astrologische Tabellenwerke, Kataloge und Karten, die die Genauigkeit der abendländischen Zeitgenossen Tycho Brahe und Nicolaus Copernicus erreichte bzw. sogar übertraf.

### Mathematik
Taqi ad-Din war der erste Astronom, der zur Berechnung von Winkelfunktionen statt des bis dahin üblichen Sexagesimalsystems das Dezimalsystem benutzte. Er war der Erste, der den Sinus von 1° präzise berechnete.
Er schrieb mehrere Bücher zu Geometrie, Trigonometrie, Arithmetik und Algebra mit dem Fokus auf der Anwendung in der Astronomie.